# Bringhausen

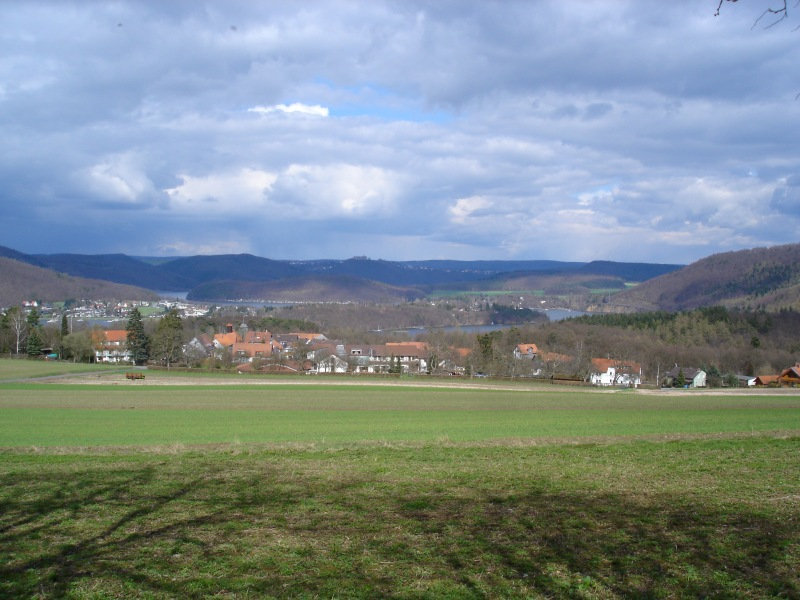
Das „neue“ Bringhausen

Bringhausen ist ein Dorf und Ortsteil der Gemeinde Edertal im nordhessischen Landkreis Waldeck-Frankenberg.

## Geographie
Das Dorf liegt am Südufer des Edersees. Es entstand in den Jahren 1913 bis 1914, als nach dem Bau der Edertalsperre die alte und tiefer im Tal der Eder gelegene Dorfstelle aufgegeben werden musste.
Bringhausen liegt südwestlich von Kassel und nordwestlich von Bad Wildungen am Nordrand des Nationalparks Kellerwald-Edersee und am Südufer des Edersees. Wie das etwas weiter westliche Asel-Süd am gegenüberliegenden Seeufer befindet sich Bringhausen verkehrstechnisch in einer Sackgasse: es kann nur aus Richtung Osten bzw. von der Staumauer her und damit über Hemfurth-Edersee erreicht werden, denn durch den nördlichen, kaum erschlossenen Teil des Kellerwalds führen nur wenige Straßen.
Bringhausen liegt an der sogenannten „Bringhauser Bucht“, in der sich die Liebesinsel befindet, Standort der ehemaligen Burg Bring.

## Geschichte

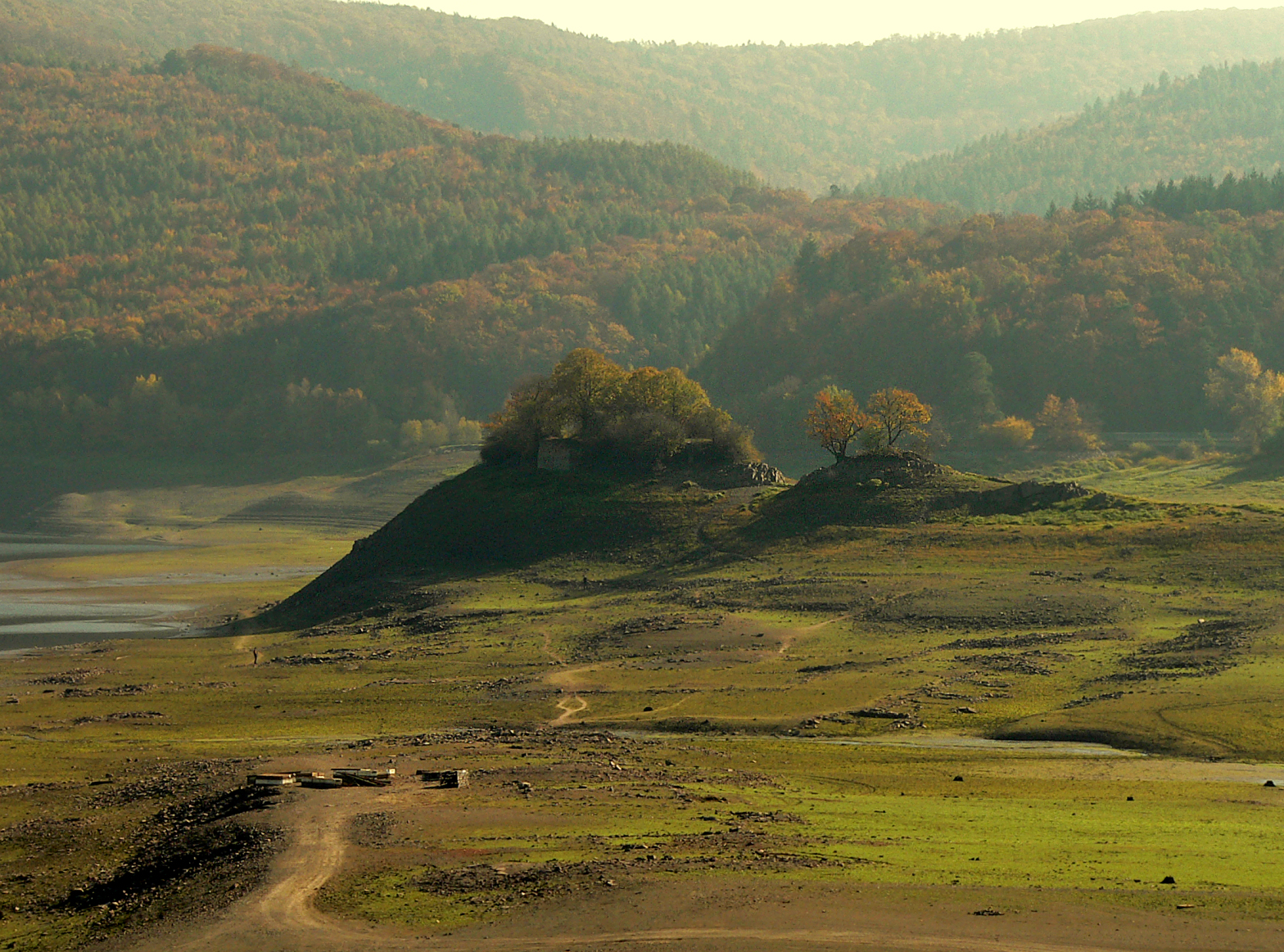
Die Liebesinsel bei Bringhausen bei extremem Edersee-Niedrigwasser im Oktober 2008; im Vordergrund Steinreste von Altbringhausen

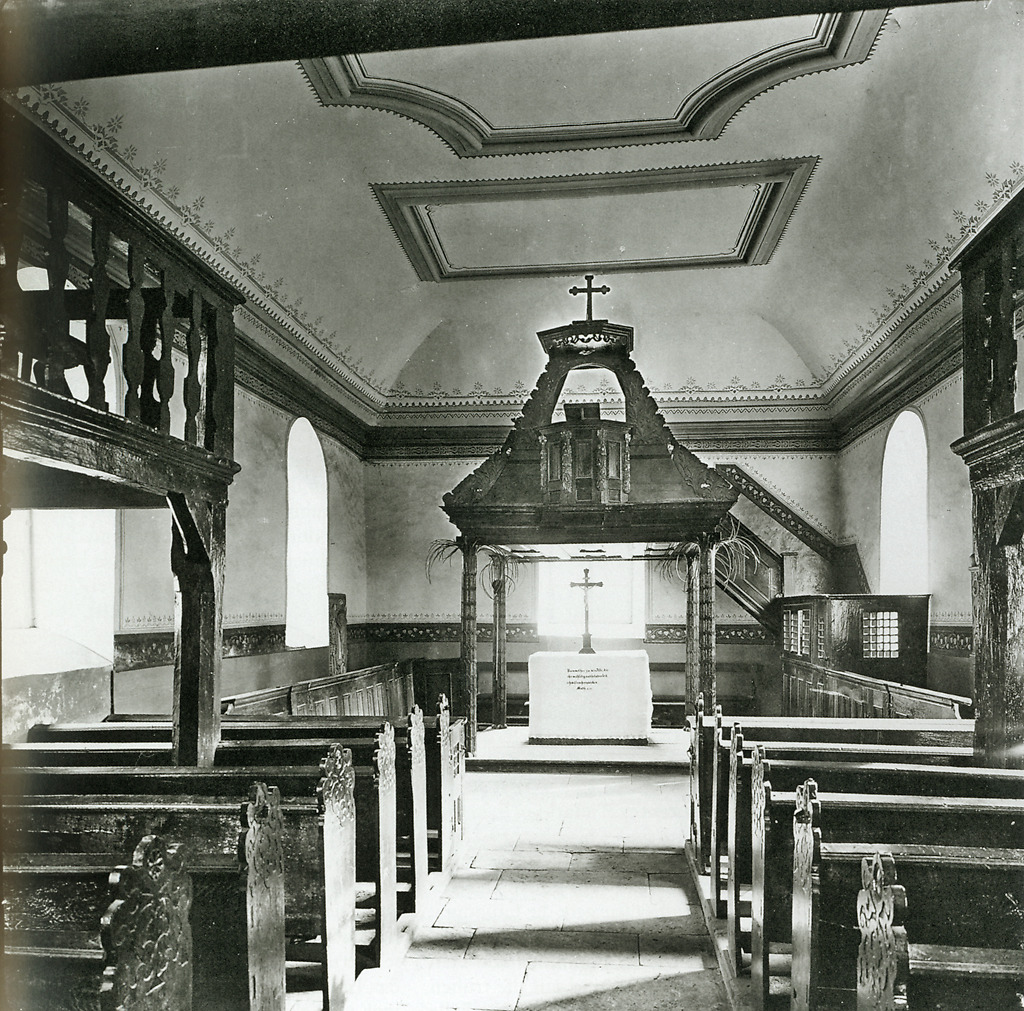
Das Innere der ev. Kirche von Bringhausen im Jahr 1905. Die Kirche wurde 1914 transloziert.

### Burg Bring
Auf der Liebesinsel im Edersee befinden sich die Reste einer kleinen Burg. Das genaue Entstehungsdatum der 1196 erstmals erwähnten Burg ist nicht bekannt. Im 15. Jahrhundert war sie im Besitz der Waldecker Grafen. Auch ist nicht bekannt, wann die Burg aufgegeben oder eventuell zerstört wurde und danach verfiel. Im 19. Jahrhundert war sie bereits eine Ruine mit wenigen Mauerresten; diese liegen heute im Edersee und sind nur bei niedrigem Wasserstand sichtbar.

### Ortsgeschichte
Die älteste bekannte schriftliche Erwähnung von Bringhausen erfolgte im Jahr 1196 unter dem Namen Brinighusen in einer Mainzer Urkunde.
Weitere Erwähnungen erfolgten unter den Ortsnamen (in Klammern das Jahr der Erwähnung): Bruninchusen (1206), Brunichusen (1268) und Bringhausen (1733).
Umsiedlung
Als zwischen 1908 und 1914 etwa vier Kilometer Luftlinie östlich des damaligen Dorfes Bringhausen die Edertalsperre gebaut wurde, war das Ende der Siedlung abzusehen. Die Dorfbewohner siedelten sich auf einem Berghang südlich des alten Ortes an.
Neben Bringhausen wurden auch die ursprünglich im Tal der Eder liegenden Dörfer Asel und Berich sowie drei Einzelgehöfte umgesiedelt. Die ehemaligen Bewohner von Asel wurden am höher gelegenen Südufer (Asel-Süd) bzw. auf einem Berg nördlich des entstehenden Edersees (das heutige Asel) angesiedelt; Neu-Berich liegt 22 km (Luftlinie) weiter nördlich.
Ähnlich wie in Asel gab es auch bei Bringhausen eine Brücke über die Eder, über die man nach Scheid gelangen konnte. Als der Bau der Staumauer beendet war, verschwand auch diese erst 1897 erbaute Brücke im Wasser des Sees. Bei Niedrigstand kommen ihre Reste zum Vorschein.
Hessische Gebietsreform (1970–1977)
Die bis dahin selbständige Gemeinde Bringhausen fusionierte zum 31. Dezember 1971 im Zuge der Gebietsreform in Hessen  mit anderen Gemeinden des Edertales freiwillig zur Großgemeinde Edertal.
Für Bringhausen, wie für alle ehemaligen Gemeinden von Edertal, wurden Ortsbezirke mit Ortsbeirat und Ortsvorsteher nach der Hessischen Gemeindeordnung gebildet.

### Verwaltungsgeschichte im Überblick
Die folgende Liste zeigt die Staaten und Verwaltungseinheiten, denen Bringhausen angehörte:
- vor 1356: Heiliges Römisches Reich, Herrschaft Itter
- 1356–1590: Heiliges Römisches Reich, Landesherrschaft strittig zwischen Landgrafschaft Hessen, Kurmainz und Grafschaft Waldeck, Herrschaft Itter
- ab 1590: Heiliges Römisches Reich, Grafschaft Waldeck, Amt Waldeck
- vor 1712: Heiliges Römisches Reich, Grafschaft Waldeck, Amt Waldeck
- ab 1712: Heiliges Römisches Reich, Fürstentum Waldeck, Amt Waldeck
- ab 1807: Fürstentum Waldeck, Amt Waldeck
- ab 1815: Fürstentum Waldeck, Oberamt der Eder
- ab 1816: Fürstentum Waldeck, Oberjustizamt der Eder
- ab 1850: Fürstentum Waldeck-Pyrmont (seit 1849), Kreis der Eder[Anm. 1]
- ab 1867: Fürstentum Waldeck-Pyrmont (Akzessionsvertrag mit Preußen), Kreis der Eder
- ab 1871: Deutsches Reich, Fürstentum Waldeck-Pyrmont, Kreis der Eder
- ab 1919: Deutsches Reich, Freistaat Waldeck-Pyrmont, Kreis der Eder
- ab 1929: Deutsches Reich, Freistaat Preußen, Provinz Hessen-Nassau, Regierungsbezirk Kassel, Kreis der Eder
- ab 1942: Deutsches Reich, Freistaat Preußen, Provinz Hessen-Nassau, Regierungsbezirk Kassel, Landkreis Waldeck
- ab 1944: Deutsches Reich, Freistaat Preußen, Provinz Kurhessen, Regierungsbezirk Kassel, Landkreis Waldeck
- ab 1945: Deutsches Reich, Amerikanische Besatzungszone, Groß-Hessen, Regierungsbezirk Kassel, Landkreis Waldeck
- ab 1946: Deutsches Reich, Amerikanische Besatzungszone, Hessen, Regierungsbezirk Kassel, Landkreis Waldeck
- ab 1949: Bundesrepublik Deutschland, Hessen, Regierungsbezirk Kassel, Landkreis Waldeck
- ab 1972: Bundesrepublik Deutschland, Hessen, Regierungsbezirk Kassel, Landkreis Waldeck, Gemeinde Edertal
- ab 1974: Bundesrepublik Deutschland, Hessen, Regierungsbezirk Kassel, Landkreis Waldeck-Frankenberg, Gemeinde Edertal

### Bevölkerung
Einwohnerstruktur 2011
Nach den Erhebungen des Zensus 2011 lebten am Stichtag, dem 9. Mai 2011, in Bringhausen 189 Einwohner. Darunter waren 3 (1,6 %) Ausländer.
Nach dem Lebensalter waren 18 Einwohner unter 18 Jahren, 54 zwischen 18 und 49, 48 zwischen 50 und 64 und 66 Einwohner waren älter.
Die Einwohner lebten in 141 Haushalten. Davon waren 63 Singlehaushalte, 57 Paare ohne Kinder und 18 Paare mit Kindern, sowie 6 Alleinerziehende und keine Wohngemeinschaften. In 54 Haushalten lebten ausschließlich Senioren und in 59 Haushaltungen leben keine Senioren.
Einwohnerentwicklung
 Quelle: Historisches Ortslexikon
- 1620: 33 Häuser
- 1650: 18 Häuser
- 1738: 34 Häuser
- 1770: 41 Häuser, 243 Einwohner

| Bringhausen: Einwohnerzahlen von 1770 bis 2020 | Bringhausen: Einwohnerzahlen von 1770 bis 2020 | Bringhausen: Einwohnerzahlen von 1770 bis 2020 | Bringhausen: Einwohnerzahlen von 1770 bis 2020 | Bringhausen: Einwohnerzahlen von 1770 bis 2020 |
| --- | ---------------------------------------------- | ---------------------------------------------- | ---------------------------------------------- | ---------------------------------------------- |
| Jahr |                                                |                                                |                                                | Einwohner                                      |
| 1770 | 1770                                           |                                                | 243                                            | 243                                            |
| 1800 | 1800                                           |                                                | ?                                              | ?                                              |
| 1834 | 1834                                           |                                                | 385                                            | 385                                            |
| 1840 | 1840                                           |                                                | 426                                            | 426                                            |
| 1846 | 1846                                           |                                                | 419                                            | 419                                            |
| 1852 | 1852                                           |                                                | 440                                            | 440                                            |
| 1858 | 1858                                           |                                                | 429                                            | 429                                            |
| 1864 | 1864                                           |                                                | 445                                            | 445                                            |
| 1871 | 1871                                           |                                                | 436                                            | 436                                            |
| 1875 | 1875                                           |                                                | 409                                            | 409                                            |
| 1885 | 1885                                           |                                                | 422                                            | 422                                            |
| 1895 | 1895                                           |                                                | 431                                            | 431                                            |
| 1905 | 1905                                           |                                                | 370                                            | 370                                            |
| 1910 | 1910                                           |                                                | 317                                            | 317                                            |
| 1925 | 1925                                           |                                                | 126                                            | 126                                            |
| 1939 | 1939                                           |                                                | 117                                            | 117                                            |
| 1946 | 1946                                           |                                                | 232                                            | 232                                            |
| 1950 | 1950                                           |                                                | 192                                            | 192                                            |
| 1956 | 1956                                           |                                                | 146                                            | 146                                            |
| 1961 | 1961                                           |                                                | 149                                            | 149                                            |
| 1967 | 1967                                           |                                                | 165                                            | 165                                            |
| 1980 | 1980                                           |                                                | ?                                              | ?                                              |
| 1990 | 1990                                           |                                                | ?                                              | ?                                              |
| 2000 | 2000                                           |                                                | ?                                              | ?                                              |
| 2011 | 2011                                           |                                                | 189                                            | 189                                            |
| 2015 | 2015                                           |                                                | 188                                            | 188                                            |
| 2020 | 2020                                           |                                                | 177                                            | 177                                            |
| Datenquelle: Historisches Gemeindeverzeichnis für Hessen: Die Bevölkerung der Gemeinden 1834 bis 1967. Wiesbaden: Hessisches Statistisches Landesamt, 1968. Weitere Quellen: LAGIS; Gemeinde Edertal; Zensus 2011 |                                                |                                                |                                                |                                                |

Historische Religionszugehörigkeit
- 1895: 431 evangelische (= 100 %) Einwohner[1]
- 1961: 133 evangelische (= 89,26 %), sechs katholische(= 4,03 %) Einwohner[1]

## Sehenswürdigkeiten

### Bauwerke
Mehrere Gebäude im Dorf wurden aus Alt-Bringhausen umgezogen und wieder aufgebaut. Auch die Kirche wurde umgezogen, wobei sie verkleinert wieder aufgebaut wurde. In der Fünfseenblickstraße befindet sich ein Denkmal für die Gründerfamilien des neuen Ortes.

### Umgebung
- Liebesinsel, mit Resten der ehemaligen Burg Bring
- Bringhauser Ederbrücke (nur bei Niedrigwasser)
- Nationalpark Kellerwald-Edersee, ein Wanderparkplatz befindet sich oberhalb des Dorfes.
- Edersee mit Edertalsperre

## Infrastruktur
Wegen der Lage direkt am Edersee und im Nationalpark Kellerwald-Edersee ist die Wirtschaft des Orts stark vom Tourismus geprägt. Im Ort gibt es drei große Campingplätze und zahlreiche Ferienhäuser sowie Ferienwohnungen. Es gibt Bootsverleihe und eine Surfschule sowie zahlreiche Wanderwege. Der Ort hat eine Anlegestelle der Ederseeschifffahrt.

## Persönlichkeiten
- Alfred Gutknecht (1888–1946), deutscher Offizier, zuletzt Generalmajor der Wehrmacht; verübte in Bringhausen Selbstmord.
- Christian Drebes (1828–1900), deutscher Gutsbesitzer und Politiker